# I 400 colpi
I 400 colpi (Les Quatre Cents Coups) è un film del 1959 diretto da François Truffaut, al suo primo lungometraggio. Il titolo italiano, traduzione letterale dal francese, fa perdere il senso che ha nella lingua originale, in cui si riferisce all'espressione faire les quatre cents coups, corrispondente più o meno al modo di dire italiano "fare il diavolo a quattro", o meglio ancora, in questo caso, "combinarne di tutti i colori", "esser turbolento, ribelle".
Venne proiettato in pubblico la prima volta il 4 maggio 1959 al 12º Festival di Cannes, dove vinse il Premio per la migliore regia e il premio dell'OCIC (Office Catholique International du Cinéma).
È il primo di una serie con protagonista Antoine Doinel, alter ego del regista, interpretato da Jean-Pierre Léaud, ripreso in diverse fasi della vita, dall'adolescenza alla maturità.
I film successivi del "ciclo di Doinel" sono: Antoine e Colette (episodio del film collettivo L'amore a vent'anni, 1962), Baci rubati (1968), Non drammatizziamo... è solo questione di corna (1970), L'amore fugge (1978).

## Trama
I fatti si svolgono a Parigi alla fine degli anni cinquanta. Antoine Doinel è un ragazzino di dodici anni. I genitori non ne capiscono il bisogno affettivo e le inquietudini proprie della vicina adolescenza. La madre è una donna non attenta al figlio, molto spesso lo tratta male. Il padre (tale solo sotto il profilo legale) è un uomo abbastanza bonario, ma superficiale e interessato solo alle gare di rally. La famiglia vive in un piccolo appartamento, dove Antoine non possiede una propria camera da letto: dorme infatti nell'ingresso, vicino alla porta di casa, in un sacco a pelo perché la madre non ha avuto ancora tempo di comprargli le lenzuola.
A scuola Antoine manifesta la sua irrequietezza. Per questa ragione, lo scarso rendimento e gli scherzi, diventa, in diverse occasioni, il capro espiatorio di marachelle di altri. Antoine, anche se non consapevole, tenta di attirare l'attenzione degli adulti. Il solo conforto alla sua solitudine sono la lettura e l'amicizia con il suo compagno di scuola René. È con lui che marina la scuola per andare al cinema, nei parchi parigini e al Luna park.
Il comportamento di Antoine peggiora dopo che il ragazzo ha visto la madre baciare un uomo per strada. Per giustificare l'ennesima assenza a scuola, Antoine si inventa la morte della madre. Umiliato davanti a tutti dopo che la menzogna viene scoperta, fugge di casa. Si rifugia nella stamperia dello zio di René, vagando poi di notte per le strade di Parigi. Tornato a scuola, viene perdonato dalla madre, che gli promette un regalo se riuscirà a migliorare i suoi voti. Antoine, che ama leggere, svolge così un tema in cui riscrive una pagina del romanzo La ricerca dell'assoluto di Balzac dove è descritta la morte del nonno.
Il professore l'accusa di avere copiato e lo punisce. Deluso e disperato, Antoine fugge e va a vivere in casa di René. Escogita di rubare una macchina per scrivere nell'ufficio del padre, per pagare, per sé e per l'amico, una gita al mare che non ha mai visto. Una volta realizzato il furto i due ragazzi cercano, senza successo, di venderla a un ricettatore. Antoine decide di riportarla di nascosto nell'ufficio, ma viene scoperto dal custode. Il padre lo denuncia e il ragazzo passa, così, una notte in cella con un delinquente e alcune prostitute.
La madre, per liberarsene, acconsente, "per dargli una lezione", a che venga rinchiuso in un riformatorio lontano da Parigi, possibilmente vicino al mare. La disciplina è molto rigida, tanto che Antoine viene punito fisicamente con un sonoro ceffone per aver consumato anzitempo il suo pane. Viene poi interrogato da una psicologa sulla sua vita intima e sui difficili rapporti con i genitori, alla quale Antoine risponde con sconcertante franchezza. René va a trovarlo, ma le regole dell'istituto gli proibiscono di parlargli. La madre gli comunica in modo brusco che lo abbandonerà a se stesso e che il padre non vuole più incontrarlo.
Durante una partita di pallone Antoine approfitta della disattenzione dei sorveglianti e fugge, facendo una lunga corsa fino al mare, proprio quel mare che non aveva mai visto prima. Si spinge fino alla battigia e poi si volta, dopo essere entrato con le scarpe nell'acqua. La scena finale inquadra in un fermo immagine lo sguardo del giovane Antoine verso lo spettatore. Uno sguardo di dolore, ma privo di retorica, con il rumore delle onde del mare che si apre davanti al ragazzo, come l'età adulta.

## Produzione
Il film è dedicato alla memoria di André Bazin, morto la sera del giorno di inizio delle riprese e figura fondamentale per il Truffaut uomo e regista.
L'idea iniziale del regista era un cortometraggio di venti minuti ambientato durante l'occupazione nazista di Parigi, da intitolare "La fugue d'Antoine". Sarebbe stata la storia di un ragazzo che marina la scuola e non trovando il coraggio di tornare a casa passa la notte per le strade di Parigi. Poi il progetto si modificò e divenne, come il regista lo definì, "una specie di cronaca dei tredici anni" (Gillain, p.56). Venne abbandonata l'idea di ambientarlo durante l'occupazione, per motivi economici e non solo: lo stesso regista ha a suo tempo dichiarato ".. anche estetici, perché si cade facilmente nel ridicolo rievocando la moda di quei tempi" (Gillain, p.57). Dovettero passare ventun anni perché un suo film, L'ultimo metrò, fosse ambientato nella Parigi occupata.
La sceneggiatura fu scritta dal regista con Marcel Moussy. Il film fu girato dal 10 novembre 1958 al 3 gennaio 1959 a Parigi, con un budget di 35 milioni di vecchi franchi.
Nel film Jean-Claude Brialy appare nei panni di un uomo che aiuta una giovane donna, interpretata da Jeanne Moreau, a ritrovare il cane. Jacques Demy è presente nel ruolo di un poliziotto. Il critico John Douchet interpreta l'uomo che bacia la madre di Antoine. Lo stesso François Truffaut e Philippe de Broca appaiono in un cameo. Nella scena al luna park sono due uomini sulla giostra insieme ad Antoine.
La scena finale, in cui Antoine corre sulla spiaggia è stata girata a Villers-sur-Mer (ultimo tratto dell'attuale Rue Alfred Feine), comune costiero situato in Normandia.

### Influenze
Si può notare quella di Zero in condotta di Jean Vigo per la tematica, e quella di Monica e il desiderio di Ingmar Bergman per la scena finale della camera sul volto di Monika, e qui di Antoine.

## Critica
Così è stato definito da Morando Morandini: «Uno dei film più teneri e lucidi sull'infanzia incompresa».
Va notato come nel film «la critica alla famiglia, alla scuola assente, alle istituzioni preposte alla rieducazione dei ragazzi è incisiva, anarchica, feroce seppur irriverente. In quegli anni il mondo, a livello culturale, politico ed economico è in fermento, ma ad Antoine sembra essere escluso qualsiasi inserimento».

## Riconoscimenti
- Festival di Cannes 1959: Premio per la migliore regia, Premio dell'OCIC (Office Catholique International du Cinéma)
- New York Film Critics Circle Awards 1959: miglior film straniero
- Premio Méliès 1960: miglior film
- Seminci 1960: Espiga de oro
- Gran premio Fémina Belge del cinema (Ulivo d'oro)
- Premio del festival mondiale di Acapulco
- Premio Joseph Burstyn per il miglior film straniero (USA)
- Premio dei giornalisti austriaci (Piuma d'oro)
- Alloro d'argento di David O. Selznick